# Dolní Měcholupy
Dolní Měcholupy (en allemand Unter Miecholup) est un quartier pragois situé dans l'est de la capitale tchèque, appartenant à l'arrondissement de Prague 10, d'une superficie de 466,0 hectares est un quartier de Prague. En 2018, la population était de 3 147 habitants.
La première mention écrite de Dolní Měcholupy date du 1293. La ville est devenue une partie de Prague en 1968.